# قسم المنتجات الصحية والغذاء
يقوم قسم المنتجات الصحية والغذاء (بالإنجليزية: Health Management and Food Branch)‏ (ومختصره HPFB) التابع لوزارة الصحة الكندية بإدارة المخاطر والفوائد المرتبطة بالصحة من المنتجات الصحية والغذائية عن طريق تقليل عوامل الخطر مع زيادة الأمان الذي يوفره النظام التنظيمي.
يضم قسم المنتجات الصحية والغذاء سبعة مديريات تشغيلية ذات مسؤوليات تنظيمية مباشرة:
1. مديرية المنتجات العلاجية
2. مديرية الغذاء
3. مديرية العلاجات البيولوجية والوراثية
4. مديرية المنتجات الصحية الطبيعية
5. مديرية المنتجات الصحية المسوقة (المسؤولة عن المراقبة بعد التسويق)
6. مفتشية قسم المنتجات الصحية والغذاء
7. مديرية الأدوية البيطرية.

## روابط خارجية
- الموقع الرسمي